# Coupe Pro Bowl de Trinité-et-Tobago de football
La Coupe Pro Bowl de Trinité-et-Tobago (Digicel Pro Bowl) fut créé en 2001 après l'arrivée du professionnalisme dans le championnat. Cette coupe reprend le modèle de la Coupe à élimination directe, sponsorisé par Digicel.

## Palmarès
| Année | Vainqueur         | Finaliste         | Score           |
| 2001  | W Connection      | San Juan Jabloteh | 2 - 1           |
| 2002  | W Connection      | Caledonia AIA     | 4 - 2           |
| 2003  | San Juan Jabloteh |                   | ? - ?           |
| 2004  | W Connection      | San Juan Jabloteh | 2 - 2 (?-? tab) |
| 2005  | San Juan Jabloteh | W Connection      | 1 - 0           |
| 2006  | San Juan Jabloteh | W Connection      | 0 - 0 (?-? tab) |
| 2007  | W Connection      | St. Ann's Rangers | 2 - 2 (?-? tab) |
| 2008  | Caledonia AIA     | Defence Force     | 2 - 0           |
| 2009  | Joe Public        | Caledonia AIA     | 1 - 1 (5-3 tab) |
| 2010  | non joué          |                   |                 |
| 2011  | Joe Public        | W Connection      | 1 - 0           |
| 2012  | Defence Force     | Caledonia AIA     | 5 - 2           |